# Gelastissus albolineatus
Gelastissus albolineatus är en insektsart som beskrevs av George Willis Kirkaldy 1906. Gelastissus albolineatus ingår i släktet Gelastissus och familjen Caliscelidae. Inga underarter finns listade i Catalogue of Life.